# The Wild Boys (песня)
«The Wild Boys» — песня британской группы Duran Duran с концертного альбома Arena. Также вышла отдельным синглом.
Песня «The Wild Boys» была единственным студийным (записанным в студии) треком на концертном альбоме Arena. Песня была спродюсирована Найлом Роджерсом, который ранее ремикшировал сингл  «The Reflex», и записана в конце июля 1984 года в студиях Maison Rouge в Лондоне.
Песня достигла 2-го места в Великобритании и 2-й позиции в США.

## Позиции в хит-парадах
Годовые чарты:
| Хит-парад (1984)             | Позиция |
| ---------------------------- | ------- |
| Великобритания (Gallup Poll) | 33      |